# P.O.D.
POD (Payable on Death ) — американський християнський ню-метал гурт, створений у 1992 році в Сан-Дієго, Каліфорнія. Склад гурту складається з вокаліста Пола Джошуа «Сонні» Сандовала, басиста Марка «Траа» Деніелса та гітариста Маркоса Куріеля.    Вони продали понад 12 мільйонів записів по всьому світу. 
Протягом своєї кар'єри гурт отримав три номінації на премію "Греммі", брав участь у багатьох саундтреках до фільмів і гастролював по всьому світу. Зі своїм третім студійним альбомом The Fundamental Elements of Southtown вони досягли свого початкового мейнстримового успіху; альбом отримав платиновий сертифікат RIAA у 2000 році.  Їхній наступний студійний альбом, Satellite, продовжив успіх гурту з синглами «Alive» і «Youth of the Nation», завдяки чому він став тричі платиновим. 

## Історія

### Ранні роки (1991–1993)
У 1991 році друзі Вув Бернардо та Маркос Куріель брали участь у джем-сесіях, де Бернардо грав на барабанах, а Куріель звучав на гітарі без вокаліста.  Називаючи себе Eschatos, вони почали грати на keg party, виконуючи кавер-версії пісень Metallica та Slayer.
Після смертельної хвороби матері Сонні Сандовал прийняв християнство, і Бернардо, його двоюрідний брат, запросив його приєднатися до гурту, щоб зберегти здоров’я, як згадувалося на їхньому DVD «Still Payin' Dues». Потім вони залучили басиста Гейба Портілло і зрештою змінили назву на POD.

### Snuff the PunkandBrown(1994–1998)
Після запису демо-запису Траа Деніелс приєдналася до гурту в 1994 році, коли їм знадобився басист для деяких концертів замість Портільо. POD підписав контракт із Rescue Records, лейблом, створеним батьком Бернардо, Ноа Бернардо старшим, який також був першим менеджером групи.  Між 1994 і 1997 роками вони випустили три альбоми під лейблом: Snuff the Punk, Brown і Payable on Death Live. Багаторічний менеджер Тім Кук вперше познайомився з гуртом, коли запросив їх виступити в його клубі The Where-House у Бартлсвіллі, штат Оклахома, після сильної місцевої підтримки з уст в уста.  Пізніше він описав їхній виступ, сказавши: «Я стояв у глибині залу зі сльозами на очах – це було найкраще, що я коли-небудь бачив».  На той момент Бернардо старший шукав когось іншого, хто б продовжив кар’єру POD, і тому Кук зайняв посаду менеджера. 
Невдовзі після випуску Payable on Death Live Essential Records запропонувала POD контракт на запис на 100 000 доларів США, але від імені гурту Сандовал сказав менеджеру гурту Тіму Куку відхилити пропозицію, оскільки «у Бога є більший план щодо POD»  Коли у 1998 році Atlantic Records A&R Джон Рубелі вперше натрапив на демо POD, він «не зовсім зрозумів його», як він пізніше сказав HitQuarters.  Лише тоді, коли він побачив, як вони грають наживо в The Roxy на Sunset Strip.  Гурт швидко підписав угоду з великим лейблом.  POD незабаром випустив The Warriors EP, триб’ютний EP для своїх відданих шанувальників як перехідний альбом від Rescue Records до Atlantic Records.

### The Fundamental Elements of SouthtownіSatellite(1999–2002)
Третій студійний альбом POD, The Fundamental Elements of Southtown 1999 року, породив хіти «Southtown» і «Rock the Party (Off the Hook)», що стало їх першим відео, яке посіло № 1. 1 на MTV Total Request Live.  Пісня «School of Hard Knocks» була представлена в саундтреку до фільму «Маленький Нікі», тоді як «Southtown» і «Rock the Party» з'явилися у фільмі. Усі три музичні кліпи насолоджувалися гучним звучанням на MTV2, а пісні були рок-хітами. Альбом став платиновим, сертифікованим RIAA.
11 вересня 2001 року POD випустили свій четвертий студійний альбом Satellite. Перший сингл альбому «Alive» став одним із найкращих відео року на MTV та MTV2. Популярність відео, а також позитивне повідомлення пісні допомогли пісні стати величезним сучасним рок- хітом на радіо, і вона була номінована на Греммі як найкраще хард-рокове виконання у 2002 році. Також у 2002 році група внесла пісню «America» в альбом Сантани Shaman.
На другий сингл альбому, «Youth of the Nation», частково вплинули стрілянини в середніх школах Сантани, Коломбайн і Граніт-Хіллз. У 2003 році він був номінований на «Греммі» як «Найкраще хард-рок виконання». Сингли 2002 року «Boom» і «Satellite» також стали досить популярними. Крім того, заключний трек альбому «Portrait» був номінований на «Греммі» як «Найкраще металеве виконання» у 2003 році. Слово «Boom» було використано в комедійному фільмі «Here Comes the Boom» із Кевіном Джеймсом у головній ролі.  
Згодом Satellite став тричі платиновим, сертифікованим RIAA. Автор Encyclopedia of Contemporary Christian Music описав POD як «одну з найбільших історій успіху в новітній християнській музиці». 

### Payable on DeathтаTestify(2003–2006)

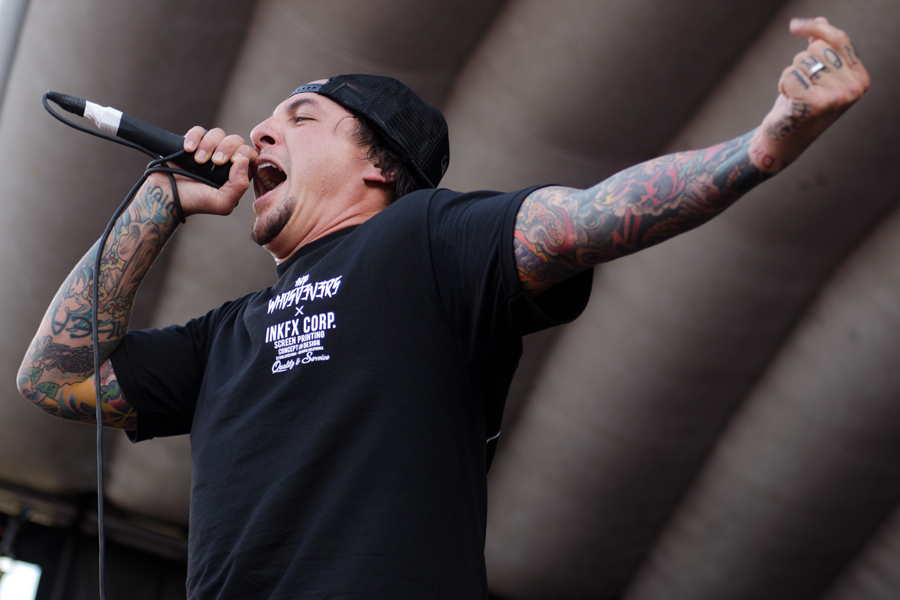
Сонні Сандовал на фестивалі Uproar 2012

19 лютого 2003 року гітарист Кюріель залишив групу через його сайд-проект «The Accident Experiment» і «духовні розбіжності». Однак Куріель стверджував, що його насправді вигнали з групи.   Куріель був замінений Джейсоном Трабі, колишнім учасником християнського метал- гурту Living Sacrifice, і допомагав із записом пісні «Sleeping Awake» із саундтреку The Matrix Reloaded. В інтерв'ю Yahoo! Music, Сандовал заявив, що Трубі є причиною, чому група досі разом.  4 листопада 2003 року POD випустили свій п'ятий студійний альбом Payable on Death, у якому група перейшла від добре відомого репкору до темнішого, мелодійнішого звучання металу. Альбом викликав суперечки через його «окультну» обкладинку, що призвело до того, що 85% християнських книгарень у Сполучених Штатах заборонили альбом.  Завдяки хітовим синглам альбому «Will You» і «Change the World» він розійшовся тиражем понад 520 000 примірників і отримав Золотий сертифікат.  Через деякий час після цунамі в Азії багато співаків, музикантів і акторів/актрис, у тому числі Сандовал і Бернардо, взяли участь у записі «Forever in Our Hearts», а всі виручені кошти підуть на допомогу жертвам цунамі. 
Шостий студійний альбом POD, Testify, був запланований на грудень 2005 року, але був перенесений на 24 січня 2006 року. 15 листопада 2005 року POD випустив The Warriors EP, Volume 2, який містив демо-записи з майбутнього альбому, щоб допомогти фанатам з нетерпінням чекати релізу, що очікується в січні. Перший сингл альбому «Goodbye for Now» (з вокальним тегом тоді ще невідомої Кеті Перрі ) згодом став №. 1 відео на MTV TRL, а також міцну присутність на радіо, воно також стало безпрецедентним 4-м номером один відео гурту на Total Request Live.  Другий сингл з альбому, «Lights Out», був невеликим хітом, але був представлений як офіційна пісня до WWE Survivor Series 2005. Іншим внеском у WWE вони виконали пісню Рея Містеріо, уродженця Сан-Дієго, «Booyaka 619» на WrestleMania 22.  Для просування свого останнього альбому POD вирушили в загальнонаціональний тур під назвою «Warriors Tour 2: Guilty by Association», який розпочався у квітні, і включав гурти Pillar, The Chariot і Maylene and the Sons of Disaster. 
11 серпня 2006 року POD оголосили у своїй онлайн-розсилці, що залишили Atlantic Records. 16 вересня 2006 року POD оголосили, що вони об’єдналися з Rhino Records для випуску альбому найкращих хітів під простою назвою «Greatest Hits: The Atlantic Years», який був випущений 21 листопада 2006 року. Вони зняли музичний кліп на свій сингл «Going In Blind», одну з двох нових пісень, які вони включили до десятого альбому, і мали зустрічі з різними звукозаписними компаніями, щоб розпочати роботу над новим матеріалом для альбому, який вони сподівалися випустити в середині  2007 року.

### When Angels & Serpents Dance(2007–2009)
У заяві, зробленій менеджером групи на їхній сторінці MySpace, 30 грудня 2006 року було офіційно оголошено, що Джейсон Трабі покинув групу. Вони сказали, що «Бог все влаштував, тому що Трабі вирішив покинути гурт того самого дня, коли Куріель попросив приєднатися». Куріель виступив із групою вперше після свого відходу в новорічній серії Jimmy Kimmel Live! 2006 року.
2 лютого 2007 року група уклала нову угоду з INO Records. 
1 червня 2007 року в Rockbox у Сан-Дієго гурт виступив і представив нову пісню під назвою «Condescending», а також ще одну нову пісню, виконану 16 червня 2007 року під час туру Journeys Backyard BBQ під назвою «Addicted». Вони також оголосили назву свого нового альбому «When Angels &amp; Serpents Dance». 4 серпня 2007 року гурт грав на стадіоні Angel в Анахаймі на щорічному Harvest Crusade перед 42-тисячною аудиторією, де вони представили нову пісню «I'll Be Ready», яка спочатку мала назву «When Babylon Come for я". 
Обкладинка альбому була офіційно представлена 10 грудня 2007 року . Заголовний трек був випущений для безкоштовного завантаження на їх сайті в січні 2008 року. Перший сингл «Addicted» був випущений 19 лютого і посів №1. 30 місце в чарті Mainstream Rock. Альбом був випущений 8 квітня 2008 року під назвою When Angels & Serpents Dance. 28 липня 2008 року група зіграла безкоштовний публічний виступ у штаб-квартирі Orange County Choppers у Ньюбургу, штат Нью-Йорк, під час відкриття OCC The Band. Гурт також грав 16 серпня 2008 року на щорічному Harvest Crusade в Анахаймі на стадіоні Angel. Протягом вересня 2008 року POD грали разом з Redline, Behind Crimson Eyes, Alter Bridge і Disturbed у рамках туру Music As a Weapon 2008 в Австралії. 

### Murdered Love(2010–2013)

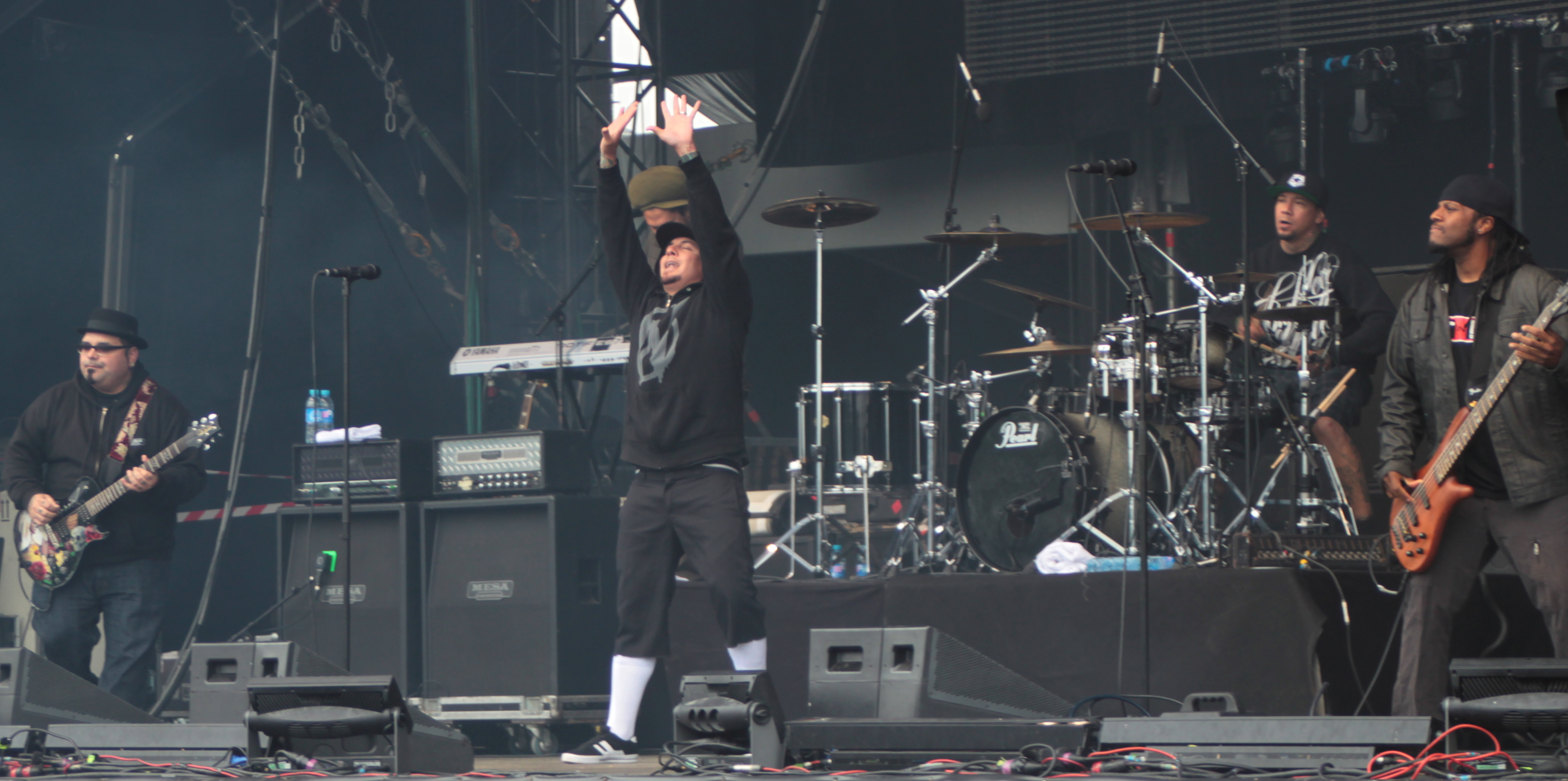
POD на Hellfest 2013

Гурт виступив хедлайнером першого щорічного фестивалю Spring Jam Fest у травні 2011 року. Того літа вони з'явилися в турі Rock of Allegiance.  25 липня 2011 року гурт випустив демо-запис пісні «On Fire» для безкоштовного завантаження на своєму офіційному сайті. 
У жовтні 2011 року POD оголосили про підписання контракту з виконавцем кількох альбомів із Razor & Tie.  5 квітня 2012 року пісня «Eyez» стала безкоштовною для скачування на сайті гурту на обмежений час.  Невдовзі на їх веб-сайті з’явилася стаття про те, що «Lost in Forever» буде першим синглом з нового альбому під назвою Murdered Love. 
Спочатку Murdered Love мав вийти в прокат у червні 2012 року, але був перенесений на 10 липня  Продюсером альбому став Говард Бенсон, який також продюсував Satellite та The Fundamental Elements of Southtown. Куріель описав це як «Назад до наших коренів. Трохи хіп-хопу, трохи панк-року або реггі».  Альбом викликав суперечки щодо його одинадцятого треку, "I Am", який використовує слово "fuck" (хоча і замаскований).  Сандовал, пояснюючи мету пісні, сказав:
«Я віруюча людина, я послідовник і вірую в Ісуса Христа, і в розмові з цими дітьми, і навіть у розмові з людьми під час моєї кар’єри в P.O.D., багато цих гуртів і спортсменів і все інше Ці люди, яких ви зустрічаєте, не мають проблем з Ісусом. Вони мають проблеми з людьми, які стверджують, що знають Ісуса, але не живуть так, не діють так і не люблять так, як Ісус. [...] У нас була ця пісня майже рік, і я не молився про неї більше року, і я дав їй почути 50/50. Знаєте що, бо моє серце таке: я не пишу музику для людей, які, як я вірю, йдуть на небеса. [...] Зрештою, ми намагаємося охопити людей, яким набридла релігія, які втомилися від неї, і людей, які живуть у реальному світі, які справді загублені та збентежені».
Група вирушила в тур із Shinedown і Three Days Grace на розігріві. 
У 2012 році в інтерв’ю журналу Broken Records Magazine Сандовал сказав, що гурт мав навести порядок у своєму житті та подбати про особисті потреби, перш ніж повернутися до музики, але був надзвичайно радий відгуку, який гурт отримав від фанів.
22 жовтня 2013 року POD випустив розкішне видання Murdered Love. Альбом містить оригінальні пісні, трохи реміксовані, а також бонус-треки «Find a Way», «Burn It Down», акустичні версії «Beautiful» і «West Coast Rock Steady», реміксовану версію «On Fire» і музичні кліпи на «Murdered Love», «Beautiful», «Higher» і «Lost In Forever». Кілька закулісних відео також були в трек-листі.

### SoCal Sessions—Circles, вихід з гурту Вув Бернардо таVeritas(2014–дотепер)
У середині 2014 року POD анонсували акустичний альбом, який планується випустити до кінця року. Альбом отримав краудфінансування на сайті PledgeMusic.  20 жовтня 2014 року POD оголосили про нову угоду з T-Boy Records разом із новим акустичним альбомом. SoCal Sessions вийшов 17 листопада 2014 року і містив такі пісні, як «Alive» і «Youth of the Nation». 
Гурт послідував за цим випуском ще одним студійним альбомом The Awakening, випущеним 21 серпня 2015 року, який був спродюсований Говардом Бенсоном  із запрошеними вокалістами, такими як Марія Брінк із In This Moment і Лу Коллер із Sick of It All. 
17 травня 2016 року гурт оголосив, що братиме участь у супертурі Make America Rock Again протягом літа та осені 2016 року. У турі взяли участь низка виконавців, які мали успіх протягом 2000-х років. 
18 серпня 2017 року гурт випустив нову пісню «Soundboy Killa» та вирушив у осінній тур для промоції пісні. 
У січні 2018 року було оголошено, що гурт підписав нову угоду з Mascot Records.  У 2018 році вони гастролювали разом з Alien Ant Farm, Lit і Buckcherry під час туру «Gen-X Tour» . Їхній десятий студійний альбом «Circles» вийшов 16 листопада 2018 року 
У 2021 році гурт розпочав свій тур Satellite з нагоди 20-ї річниці з From Ashes to New and All Good Things, який розпочався в Стерджісі, штат Південна Дакота, у Баффало-Чіпі 14 серпня 2021 року та завершився 7 жовтня 2021 року в House of Blues у м. Сан-Дієго, Каліфорнія.  Під час європейської частини туру барабанщик Вув Бернардо залишив гурт, щоб зайнятися справами вдома, і з тих пір не гастролював і не з’являвся на публіці з групою.   Щоб заповнити його відсутність, група найняла колишнього барабанщика Suicide Silence Алекса Лопеза як учасника для наступних турів. 
У серпні 2022 року вони виступили з двома сетами в один день у Seaworld. 14 жовтня 2022 року гурт перевидав «When Angels &amp; Serpents Dance» з реміксом і ремастерингом альбому, а також з трьома бонусними піснями, одна з яких, «Don't Fake It», була раніше ексклюзивною для iTunes у 2008 році. 
POD випустили Veritas, свій перший студійний альбом за шість років, 3 травня 2024 року.   У трансляції в соціальних мережах Маркос Куріель підтвердив, що Бернардо більше не є членом POD, але не вказав причину; Сонні Сандовал також підтвердив свій відхід в інтерв'ю Metal Injection. 
У лютому 2024 року гурт оголосив про тур I Got That Tour на підтримку релізу Veritas, який триватиме з 26 квітня по 2 червня, а хедлайнерами його стануть Bad Wolves, Norma Jean і Blind Channel.  

## Музичний стиль і впливи
Назва гурту, POD, походить від банківського терміну «Payable on Death». Гурт вибрав цю назву, щоб мати прямий зв’язок із християнською теологією, яка пояснює, що після того, як Ісус помер на Хресті, борги християн перед Богом були сплачені ; іншими словами, усі віруючі, визнавши, що Ісус був принесений у жертву за них від імені Бога, успадкували вічне життя. Стиль POD еволюціонував протягом багатьох років, від звучання реп-метал на їхніх ранніх альбомах до стилів ню-метал і реггі, наповнених альтернативним металом, якими вони найбільш відомі. Сьомий альбом гурту, When Angels &amp; Serpents Dance, є поєднанням альтернативного року, реггі-року та латиноамериканського металу, майже без реп-металу чи ню-металічного звучання їхніх старих релізів. На POD вплинули такі музичні виконавці саме в плані музики:
1. Boogie Down Productions .
2. Run-DMC .
3. U2 .
4. the Police .
5. Bad Brains .
6. Santana .
7. Metallica .
8. AC/DC .
9. Suicidal Tendencies .
10. Bob Marley
11. Primus .
12. Earth, Wind & Fire .
13. 24-7 Spyz .
14. Steel Pulse .

## Учасники гурту
Поточні члени
- Сонні Сандовал — головний вокал (1992–тепер)
- Траа Деніелс — бас, бек-вокал (1993–тепер)
- Маркос Куріель − гітара, програмування, бек-вокал (1992–2003, 2006–тепер)

Сучасні гастролюючі музиканти
- Алекс Лопес — барабани (2022–тепер) [60]

Колишні члени
- Гейб Портілло — бас, бек-вокал (1992–1993)
- Джейсон Трабі — головна гітара, бек-вокал (2003–2006)
- Вув Бернардо − ударні, додаткова гітара, бек-вокал (1992–2021)

Колишні гастролюючі музиканти
- Тім Пачеко [61] — бек-вокал, перкусія, труба, клавішні (2006, 2021)
- Луїс Кастільо – клавішні, бек-вокал, перкусія (2011–2016, 2021)
- Самір Бхаттачарія [62] — клавішні, бек-вокал (2016–2018)
- Джон Янг (Jonny Beats) [63] – ударні (2018–2022)

Хронологія

## Дискографія
- Snuff the Punk[en] (1994)
- Brown[en] (1996)
- The Fundamental Elements of Southtown[en] (1999)
- Satellite[en] (2001)
- Payable on Death[en] (2003)
- Testify[en] (2006)
- When Angels & Serpents Dance (2008)
- Murdered Love[en] (2012)
- The Awakening[en] (2015)
- Circles[en] (2018)
- Veritas (2024)

## Нагороди
American Music Awards
- 2003 - Улюблений сучасний надихаючий артист (номінація)

Echo Awards
- 2003 - Міжнародна альтернативна група року [64]

Музичні нагороди Сан-Дієго
- 1999 - Кращий хард-рок виконавець
- 2000 - Кращий хард-рок виконавець

Примітка. Нагороди та номінації, пов’язані з альбомами та синглами, перераховані під відповідними статтями.

## Зовнішні посилання
- Офіційний сайт
- P.O.D. на сайті AllMusic (англ.)